# Genoa 1893 1973-1974
Questa voce raccoglie le informazioni riguardanti il Genoa 1893 nelle competizioni ufficiali della stagione 1973-1974.

## Stagione
Nella stagione 1973-1974 il Genoa ottiene 17 punti e si piazza in ultima posizione retrocedendo in Serie B con il Foggia con 24 ma penalizzato di 6 punti, ed il Verona con 25 punti ma retrocesso all'ultimo posto. Lo scudetto è stato vinto con 43 punti dalla Lazio, davanti alla Juventus con 41 punti.
Il Genoa in questa stagione affidato all'allenatore Arturo Silvestri disputa un campionato in tono minore, con sole quattro vittorie su trenta partite, non centra l'obiettivo di mantenere la categoria e retrocede in Serie B con due giornate di anticipo sulla chiusura del torneo, con il peggior numero di reti fatte (17) ed il maggior numero di reti subite (37). In questa penuria il miglior marcatore del campionato per i grifoni è stato Sidio Corradi con 5 reti, mentre il miglior marcatore stagionale con 6 reti è stato Mario Corso, di cui 3 in campionato e 3 in Coppa Italia. In quest'ultima manifestazione il Genoa è stato inserito nel quinto gruppo di qualificazione, perde a Bologna (2-1), perde (2-0) a Napoli per rinuncia a disputare la gara, pareggia (1-1) a Reggio Emilia e vince la partita interna con l'Avellino (1-0).

## Divise
La maglia per le partite casalinghe presentava i colori rossoblù.

## Organigramma societario
Area direttiva
- Presidente: Giacomo Berrino

Area tecnica
- Allenatore: Arturo Silvestri

## Rosa
| N. |                   | Ruolo | Calciatore            |
| -- | ----------------- | ----- | --------------------- |
|    | Italia (bandiera) | P     | Antonio Lonardi       |
|    | Italia (bandiera) | P     | Giuseppe Spalazzi     |
|    | Italia (bandiera) | D     | Bernardino Busi       |
|    | Italia (bandiera) | D     | Mauro Della Bianchina |
|    | Italia (bandiera) | D     | Franco Ferrari        |
|    | Italia (bandiera) | D     | Giorgio Garbarini     |
|    | Italia (bandiera) | D     | Antonio Maggioni      |
|    | Italia (bandiera) | D     | Pier Giuseppe Mosti   |
|    | Italia (bandiera) | D     | Roberto Rosato        |
|    | Italia (bandiera) | D     | Sergio Rossetti       |
|    | Italia (bandiera) | C     | Giorgio Bittolo       |
|    | Italia (bandiera) | C     | Sidio Corradi         |
|    | Italia (bandiera) | C     | Mario Corso           |

| N. |                      | Ruolo | Calciatore           |
| -- | -------------------- | ----- | -------------------- |
|    | Italia (bandiera)    | C     | Roberto Derlin       |
|    | Italia (bandiera)    | C     | Vincenzo Di Giovanni |
|    | Italia (bandiera)    | C     | Paolo Mariani        |
|    | Italia (bandiera)    | C     | Claudio Maselli      |
|    | Venezuela (bandiera) | C     | Denis Mendoza        |
|    | Italia (bandiera)    | C     | Attilio Perotti      |
|    | Italia (bandiera)    | C     | Bruno Piccioni       |
|    | Italia (bandiera)    | C     | Luigi Simoni         |
|    | Italia (bandiera)    | A     | Antonio Bordon       |
|    | Italia (bandiera)    | A     | Mauro Listanti       |
|    | Italia (bandiera)    | A     | Fabio Marchini       |
|    | Italia (bandiera)    | A     | Roberto Pruzzo       |

## Risultati

### Serie A

#### Girone di andata
| Milano 7 ottobre 1973 1ª giornata | Inter            | 0 – 0 | Genoa | Stadio San Siro\| Arbitro: \| Ciacci (Firenze) \| |
| Arbitro:                          | Ciacci (Firenze) |       |       |                                                   |

| Arbitro: | Serafino (Roma) |

|  |           |                   |
|  | Marcatori | 72’ W. Speggiorin |

| Arbitro: | Gonella (Torino) |

|        |           |             |
| Macchi | Marcatori | 84’ Corradi |

| Arbitro: | Lo Bello (Siracusa) |

|                        |           |                |
| Corradi 14’ Simoni 78’ | Marcatori | 75’ Domenghini |

| Arbitro: | Torelli (Milano) |

|                                        |           |  |
| Cuccureddu 10’, 30’ (rig.) Capello 86’ | Marcatori |  |

| Arbitro: | Menegali (Roma) |

|  |           |                                 |
|  | Marcatori | 19’ G. Salvi 35’ (aut.) Maselli |

| Arbitro: | Casarin (Milano) |

|            |           |           |
| Toschi 81’ | Marcatori | 76’ Corso |

| Arbitro: | Bernardis (Milano) |

|            |           |            |
| Simoni 78’ | Marcatori | 3’ L. Riva |

| Arbitro: | Barbaresco (Cormons) |

|             |           |  |
| Valente 18’ | Marcatori |  |

| Arbitro: | Ciacci (Firenze) |

|             |           |            |
| Corradi 39’ | Marcatori | 17’ Ghetti |

| Arbitro: | Gussoni (Tradate) |

|         |           |  |
| Bui 46’ | Marcatori |  |

| Arbitro: | Motta (Monza) |

|                    |           |                       |
| Corradi 52’ (rig.) | Marcatori | 18’, 70’ Garlaschelli |

| Arbitro: | Trono (Torino) |

|                         |           |  |
| Tresoldi 42’ Rivera 58’ | Marcatori |  |

| Arbitro: | Lo Bello (Siracusa) |

|                  |           |  |
| Corso 45’ (rig.) | Marcatori |  |

| Arbitro: | Casarin (Milano) |

|          |           |  |
| Cané 41’ | Marcatori |  |

#### Girone di ritorno
| Arbitro: | Michelotti (Parma) |

|           |           |                |
| Corso 14’ | Marcatori | 77’ G. Mariani |

| Firenze 10 febbraio 1974 17ª giornata | Fiorentina         | 0 – 0 | Genoa | Stadio Comunale\| Arbitro: \| Reggiani (Bologna) \| |
| Arbitro:                              | Reggiani (Bologna) |       |       |                                                     |

| Arbitro: | Mascali (Desenzano del Garda) |

|             |           |                   |
| Maselli 43’ | Marcatori | 82’ L. Speggiorin |

| Arbitro: | Lazzaroni (Milano) |

|                       |           |  |
| Spadoni 64’ Prati 75’ | Marcatori |  |

| Arbitro: | Gialluisi (Barletta) |

|  |           |                |
|  | Marcatori | 12’ Cuccureddu |

| Arbitro: | Motta (Monza) |

|              |           |            |
| Maraschi 89’ | Marcatori | 80’ Derlin |

| Arbitro: | Panzino (Catanzaro) |

|                |           |                            |
| P. Mariani 62’ | Marcatori | 41’ Festa 73’ G.L. Savoldi |

| Arbitro: | Angonese (Mestre) |

|  |           |           |
|  | Marcatori | 2’ Simoni |

| Arbitro: | Trono (Torino) |

|                              |           |             |
| Colla 61’ (aut.) Corradi 79’ | Marcatori | 64’ Cimenti |

| Arbitro: | Menicucci (Firenze) |

|                            |           |  |
| Rimbano 19’ G. Savoldi 37’ | Marcatori |  |

| Arbitro: | Casarin (Milano) |

|  |           |                           |
|  | Marcatori | 75’, 88’ (rig.) P. Pulici |

| Arbitro: | Bernardis (Milano) |

|                  |           |  |
| Garlaschelli 33’ | Marcatori |  |

| Arbitro: | R. Lattanzi (Roma) |

|  |           |              |
|  | Marcatori | 45’ Chiarugi |

| Arbitro: | Serafino (Roma) |

|                                     |           |  |
| Derlin 38’ (aut.) Rosato 44’ (aut.) | Marcatori |  |

| Arbitro: | Motta (Monza) |

|            |           |                  |
| Rosato 57’ | Marcatori | 30’, 39’ Braglia |

### Coppa Italia

#### Girone 6
| Arbitro: | Motta (Monza) |

|                               |           |           |
| G. Savoldi 39’ Massimelli 87’ | Marcatori | 58’ Corso |

| 2 settembre 1973 2ª giornata |  | – Turno di riposo GENOA |  |  |

| Arbitro: | Branzoni (Pavia) |

|                |           |           |
| Passalacqua 1’ | Marcatori | 26’ Corso |

| 16 settembre 1973 4ª giornata | Napoli | 2 – 0 A Tav. | Genoa |  |

| Arbitro: | Chiapponi (Livorno) |

|           |           |  |
| Corso 17’ | Marcatori |  |

## Statistiche

### Statistiche di squadra
| Competizione | Punti | In casa | In casa | In casa | In casa | In casa | In casa | In trasferta | In trasferta | In trasferta | In trasferta | In trasferta | In trasferta | Totale | Totale | Totale | Totale | Totale | Totale | DR  |
| Competizione | Punti | G       | V       | N       | P       | Gf      | Gs      | G            | V            | N            | P            | Gf           | Gs           | G      | V      | N      | P      | Gf     | Gs     | DR  |
| ------------ | ----- | ------- | ------- | ------- | ------- | ------- | ------- | ------------ | ------------ | ------------ | ------------ | ------------ | ------------ | ------ | ------ | ------ | ------ | ------ | ------ | --- |
| Serie A      | 17    | 15      | 3       | 4       | 8       | 12      | 19      | 15           | 1            | 5            | 9            | 4            | 18           | 30     | 4      | 9      | 17     | 16     | 37     | -21 |
| Coppa Italia |       | 1       | 1       | 0       | 0       | 1       | 0       | 3            | 0            | 1            | 2            | 2            | 5            | 4      | 1      | 1      | 2      | 3      | 5      | -2  |
| Totale       |       | 16      | 4       | 4       | 8       | 13      | 19      | 18           | 1            | 6            | 11           | 6            | 23           | 34     | 5      | 10     | 19     | 19     | 42     | -23 |

### Statistiche dei giocatori
| Giocatore          | Serie A  | Serie A | Serie A     | Serie A    | Coppa Italia | Coppa Italia | Coppa Italia | Coppa Italia | Totale   | Totale | Totale      | Totale     |
| Giocatore          | Presenze | Reti    | Ammonizioni | Espulsioni | Presenze     | Reti         | Ammonizioni  | Espulsioni   | Presenze | Reti   | Ammonizioni | Espulsioni |
| ------------------ | -------- | ------- | ----------- | ---------- | ------------ | ------------ | ------------ | ------------ | -------- | ------ | ----------- | ---------- |
| G. Bittolo         | 28       | 0       | ?           | ?          | ?            | ?            | ?            | ?            | 28+      | 0+     | ?           | ?          |
| A. Bordon          | 18       | 0       | ?           | ?          | ?            | ?            | ?            | ?            | 18+      | 0+     | ?           | ?          |
| B. Busi            | 11       | 0       | ?           | ?          | ?            | ?            | ?            | ?            | 11+      | 0+     | ?           | ?          |
| S. Corradi         | 20       | 4       | ?           | ?          | ?            | ?            | ?            | ?            | 20+      | 4+     | ?           | ?          |
| M. Corso           | 23       | 3       | ?           | ?          | ?            | ?            | ?            | ?            | 23+      | 3+     | ?           | ?          |
| M. Della Bianchina | 9        | 0       | ?           | ?          | ?            | ?            | ?            | ?            | 9+       | 0+     | ?           | ?          |
| R. Derlin          | 19       | 1       | ?           | ?          | ?            | ?            | ?            | ?            | 19+      | 1+     | ?           | ?          |
| F. Ferrari         | 4        | 0       | ?           | ?          | ?            | ?            | ?            | ?            | 4+       | 0+     | ?           | ?          |
| G. Garbarini       | 24       | 0       | ?           | ?          | ?            | ?            | ?            | ?            | 24+      | 0+     | ?           | ?          |
| A. Lonardi         | 1        | -2      | ?           | ?          | ?            | ?            | ?            | ?            | 1+       | -2+    | ?           | ?          |
| A. Maggioni        | 26       | 0       | ?           | ?          | ?            | ?            | ?            | ?            | 26+      | 0+     | ?           | ?          |
| P. Mariani         | 5        | 1       | ?           | ?          | ?            | ?            | ?            | ?            | 5+       | 1+     | ?           | ?          |
| C. Maselli         | 30       | 1       | ?           | ?          | ?            | ?            | ?            | ?            | 30+      | 1+     | ?           | ?          |
| D. Mendoza         | 10       | 0       | ?           | ?          | ?            | ?            | ?            | ?            | 10+      | 0+     | ?           | ?          |
| A. Perotti         | 13       | 0       | ?           | ?          | ?            | ?            | ?            | ?            | 13+      | 0+     | ?           | ?          |
| B. Piccioni        | 4        | 0       | ?           | ?          | ?            | ?            | ?            | ?            | 4+       | 0+     | ?           | ?          |
| R. Pruzzo          | 19       | 0       | ?           | ?          | ?            | ?            | ?            | ?            | 19+      | 0+     | ?           | ?          |
| R. Rosato          | 30       | 1       | ?           | ?          | ?            | ?            | ?            | ?            | 30+      | 1+     | ?           | ?          |
| S. Rossetti        | 10       | 0       | ?           | ?          | ?            | ?            | ?            | ?            | 10+      | 0+     | ?           | ?          |
| L. Simoni          | 22       | 3       | ?           | ?          | ?            | ?            | ?            | ?            | 22+      | 3+     | ?           | ?          |
| G. Spalazzi        | 29       | -35     | ?           | ?          | ?            | ?            | ?            | ?            | 29+      | -35+   | ?           | ?          |